# Wu kineski
Wu kineski (wu; ISO 639-3: wuu), jedan od 13 sinitičkih ili kineskih jezika, odnosno makrokineskog jezika, kojim govori 77 201 820 Wu Kineza, koji čine dio nacionalnosti Han. Wu kineski raširen je južno od rijeke Changjiang i to istočno od Zhenjianga, na otoku Chongming i ušću Changjianga. Sjeverno od rijeke u okolici Nantonga, Haimena, Qidonga i Qingjianga. Govori se i u provinciji Zhejiang južno do Quzhoua, Jinhua i Wenzhoua; 1 820 u SAD-u.
Postoji više dijalekata: taihu (s pod-dijalektima piling, su-hu-jia, tiaoxi, hangzhou, lin-shao, yongjiang), jinhua (kinhwa), taizhou, oujiang, wuzhou, chuqu (pod-dijalekti chuzhou, longqu), xuanzhou (s tongjing, taigao, shiling), šangajski.
Šangajsko narječje je najvažnija inačica wu jezika kojemu je Šangaj glavno središte.

## Vanjske poveznice
- Ethnologue (14th)
- Ethnologue (15th)